# Martina Boesler
Martina Boesler (* 18. Juni 1957 in Berlin, nach Heirat Martina Wieduwilt, später Martina Kirchner) ist eine ehemalige Ruderin aus der Deutschen Demokratischen Republik, 1980 war sie Olympiasiegerin im Achter.
Martina Boesler vom SC Berlin-Grünau saß bei den Weltmeisterschaften 1979 in Bled im DDR-Achter, der den zweiten Platz hinter dem sowjetischen Achter belegte. Boesler gehörte auch 1980 bei den Olympischen Spielen in Moskau zum DDR-Achter, der in der Besetzung Martina Boesler, Kersten Neisser, Christiane Köpke, Birgit Schütz, Gabriele Kühn, Ilona Richter, Marita Sandig, Karin Metze und Steuerfrau Marina Wilke mit einer knappen Sekunde vor dem sowjetischen Achter den Olympiasieg erruderte. Für diesen sportlichen Erfolg wurde sie mit dem Vaterländischen Verdienstorden in Silber ausgezeichnet. 1981 belegte Boesler mit dem DDR-Achter den fünften Platz bei den Weltmeisterschaften in München.
Nach ihrer Heirat mit dem Ruderer Bert Wieduwilt beendete sie ihre sportliche Karriere und bekam 1982 einen Sohn und 1984 eine Tochter; 1985 starb ihr Mann bei einem Verkehrsunfall. Bis 1990 arbeitete sie als Meisterin im Berliner Filmkopierwerk der DEFA, später schulte sie auf Sekretärin um.
Martinas Tante Renate Boesler gewann in den 1960er Jahren vier Europameistertitel im Rudern und ist mit dem Olympiasieger Wolfgang Gunkel verheiratet, Martinas Schwester Petra Boesler wurde 1976 Olympiazweite im Rudern.